# دی هاویلند دی‌اچ.۵۰
دی هاویلند دی‌اچ. ۵۰ (به انگلیسی: De_Havilland_DH.50) یک هواگرد ملخ‌پیشین تک‌موتوره از نوع Transport biplane ساخت شرکت د هویلند است. هواگرد دی‌اچ. ۵۰ نخستین پروازش را در ۳۰ ژوئیه ۱۹۲۳ میلادی انجام داد. این هواگرد در سال ۱۹۲۳ میلادی رسماً معرفی گردید. در مجموع ، تعداد ۳۸ فروند از این هواگرد ساخته شده‌است.